# Villers-Canivet

Villers-Canivet este o comună în departamentul Calvados, Franța. În 1 ianuarie 2022 avea o populație de 725 de locuitori.